# دبليو. إي. كارتي
دبليو. إي. كارتي هو سياسي أمريكي، ولد في 4 أبريل 1894 في ريدجفيلد في الولايات المتحدة، وتوفي في 1962 في واشنطن في الولايات المتحدة.